# Antedon
Antedon de Fréminville, 1811 è un genere di echinodermi crinoidei della famiglia Antedonidae.

## Descrizione
Sono crinoidi privi di peduncolo, che si ancorano temporaneamente al substrato per mezzo di cirri mobili a forma di artiglio, articolati direttamente alla base del calice. Dal calice si dipartono dieci braccia pennate.

## Tassonomia
Il genere comprende le seguenti specie:
- Antedon arabica (A.H.Clark, 1937)
- Antedon bifida (Pennant, 1777)
- Antedon detonna McKnight, 1977
- Antedon duebenii Böhlsche, 1866
- Antedon hupferi Hartlaub, 1890
- Antedon incommoda Bell, 1888
- Antedon iris (A.H.Clark, 1912)
- Antedon longicirra (A.H.Clark, 1912)
- Antedon loveni Bell, 1882 (not Bell, 1884)
- Antedon mediterranea (Lamarck, 1816)
- Antedon nuttingi (A.H.Clark, 1936)
- Antedon parviflora (A.H.Clark, 1912)
- Antedon petasus (Düben & Koren, 1846)
- Antedon serrata A.H.Clark, 1908